# Kytthyttan
Kytthyttan var en hytta som låg inom Filipstads nuvarande område inte långt från Hennickehammarsbäckens utlopp i sjön Daglösen, och inte vid Kytthyttebäcken som man kan tro av namnet. Ruiner av en masugn har påträffats. Hyttan finns upptagen i 1566 års räkenskaper och ägdes då av två bergsmän. Hyttan lades ner efter en kortare period men driften togs upp igen år 1608 för att försöka återuppliva blåsningen vid denna plats. År 1611 fick två bergsmän tillstånd att bygga en masugn som man arbetade med till år 1614. Kytthyttan blev ödelagd 1622 men ett försök att återuppliva blåsningen förekom 1624. 